# Cantó d'Aulnay-sous-Bois-Sud
El cantó d'Aulnay-sous-Bois-Sud és un antic cantó francès del departament de Sena Saint-Denis, que estava situat al districte de Le Raincy. Comptava amb part del municipi d'Aulnay-sous-Bois.
Al 2015 va desaparèixer i el seu territori va passar a formar part del nou cantó d'Aulnay-sous-Bois.

## Municipis
- Aulnay-sous-Bois (part)

## Història
| Data d'elecció                           | Identitat           | Partit           | Qualitat |
| ---------------------------------------- | ------------------- | ---------------- | -------- |
| 1967-1976                                | Bernard Hernandez   | PCF              |          |
| 1976-1982                                | Pierre Thomas       | PCF              |          |
| 1982-1993                                | Jean-Claude Abrioux | RPR              |          |
| 1993-2008                                | Michel Lacroix      | RPR, després UMP |          |
| 2008-                                    | Jacques Chaussat    | UMP, després UDI |          |
| les dades anteriors no són pas conegudes |                     |                  |          |
|                                          |                     |                  |          |

## Demografia
| A partir de 1990: Població sense dobles comptes |